# Martsolf-Syndrom
Das Martsolf-Syndrom (englisch Cataract-Mental Retardation-Hypogonadism) ist eine sehr seltene angeborene Erkrankung mit den Hauptmerkmalen Katarakt, geistige Retardierung und Hypogonadismus.
Die Bezeichnung bezieht sich auf den Erstautor der Erstbeschreibung aus dem Jahre 1978 durch den kanadischen Kinderarzt John T. Martsolf und Mitarbeiter.

## Verbreitung
Die Häufigkeit wird mit unter 1 zu 1.000.000 angegeben, bislang wurden knapp 20 Patienten beschrieben. Die Vererbung erfolgt autosomal-rezessiv.

## Ursache
Der Erkrankung liegen Mutationen im RAB3GAP2-Gen im Chromosom 1 am Genort q41 zugrunde, welches für das RAB3-GTPase-aktivierende Protein kodiert.
Dieses Gen ist gleichfalls beim schwerer ausgeprägtem Warburg-Mikro-Syndrom verändert.

## Klinische Erscheinungen
Klinische Kriterien sind:
- Katarakt
- Geistige Retardierung
- Hypogonadismus
- Kleinwuchs

Hinzu können Fingerfehlbildungen, Mikrozephalie, Kardiomyopathie, Herzfehler und leichte Gesichtsauffälligkeiten kommen.